# Burg Annaka
Die Burg Annaka (japanisch 安中城, Annaka-jō) befand sich in der Stadt Annaka in der Präfektur Gunma. In der Edo-Zeit residierten dort die Fürsten des Lehens (-han) Annaka, zuletzt ein Zweig der Itakura als kleine Fudai-Daimyō.

## Burgherren in der Edo-Zeit
- Ii Naokatsu (井伊直勝; 1590–1662) ab 1614 mit einem Einkommen von 30.000 Koku,
- Mizuno Mototsuna (水野元網) ab 1645 mit 20.000 Koku,
- Hotta Masatoshi (堀田正俊; 1634–1684) ab 1667 mit 20.000 Koku,
- Itakura Shigekata (板倉重形; 1629–1684) ab 1682 mit 20.000 Koku,
- Naitō Masamori (内藤政森; 1683–1738) ab 1702 mit 20.000 Koku und
- Itakura Katsukiyo (板倉勝清; 1706–1780) ab 1749 bis zur Meiji-Restauration 1868 mit 20.000 Koku.

## Geschichte
1614 erhielt Ii Naokatsu das Lehen Anaka. Im folgenden Jahr errichtete er auf einer flachen Anhöhe zwischen dem Tsukumo-Fluss (九十九川) im Norden und dem Usui-Fluss (碓氷川) im Süden, auf der sich Reste einer Befestigungsanlage aus der Sengoku-Zeit befanden, eine Burg, die allerdings nicht viel mehr war als ein Festes Haus (陣屋, Jinya). Ihm folgten die Zweige der Mizuno, Hotta, Itakura, Naitō und schließlich 1749 wieder ein Zweig der Itakura, die dort bis zur Meiji-Restauration regierten.
Heute befinden sich auf dem Gelände eine Grundschule der Stadt und weitere öffentliche Gebäude. Weiter wurde ein Teil Wohngebiet, ein anderer Teil Ackerland. Vom Erdwall und von den Wassergräben sind jedoch Reste erhalten. In der Umgebung der Burg, die von Samurai besiedelt war, ist ein Samurai-Wohnsitz aus der Edo-Zeit erhalten. Im Eingangsbereich zur Grundschule befindet sich eine Tafel auf einem gemauerten Fundament, deren Text auf die Burg hinweist.